# 1 000 kilomètres de Valence
Les 1 000 kilomètres de Valence (1000 km de Valencia) sont une ancienne course pour voitures de sport d'endurance disputée en Espagne sur le circuit de Valence Ricardo Tormo. 
Cette épreuve n'a eu lieu qu'une seule fois, le 6 mai 2007, constituant la deuxième manche des Le Mans Series 2007. Elle a été remportée par Stéphane Sarrazin et Pedro Lamy au volant de la Peugeot 908 HDi FAP no 8 de l'écurie Peugeot Sport.

## Course

### Classement de la course
Classement à l'issue de la course (vainqueurs de catégorie en gras), :
| Pos.   | Catégorie | N° | Écurie                             | Pilotes                                                     | Châssis/Moteur                      | Pneus | Tours |
| ------ | --------- | -- | ---------------------------------- | ----------------------------------------------------------- | ----------------------------------- | ----- | ----- |
| 1      | LMP1      | 8  | Team Peugeot Total                 | Stéphane Sarrazin Pedro Lamy                                | Peugeot 908 HDi FAP                 | M     | 234   |
| 1      | LMP1      | 8  | Team Peugeot Total                 | Stéphane Sarrazin Pedro Lamy                                | Peugeot HDi 5.5L Turbo V12 (Diesel) | M     | 234   |
| 2      | LMP1      | 15 | Charouz Racing System              | Jan Charouz Stefan Mücke Alex Yoong                         | Lola B07/17                         | M     | 232   |
| 2      | LMP1      | 15 | Charouz Racing System              | Jan Charouz Stefan Mücke Alex Yoong                         | Judd GV5.5 S2 5.5L V10              | M     | 232   |
| 3      | LMP1      | 5  | Swiss Spirit                       | Marcel Fässler Jean-Denis Delétraz Iradj Alexander          | Lola B07/18                         | M     | 231   |
| 3      | LMP1      | 5  | Swiss Spirit                       | Marcel Fässler Jean-Denis Delétraz Iradj Alexander          | Audi 3.6L Turbo V8                  | M     | 231   |
| 4      | LMP1      | 18 | Rollcentre Racing                  | Stuart Hall João Barbosa Phil Keen                          | Pescarolo 01                        | D     | 230   |
| 4      | LMP1      | 18 | Rollcentre Racing                  | Stuart Hall João Barbosa Phil Keen                          | Judd GV5.5 S2 5.5L V10              | D     | 230   |
| 5      | LMP1      | 16 | Pescarolo Sport                    | Romain Dumas Jean-Christophe Boullion                       | Pescarolo 01                        | M     | 229   |
| 5      | LMP1      | 16 | Pescarolo Sport                    | Romain Dumas Jean-Christophe Boullion                       | Judd GV5.5 S2 5.5L V10              | M     | 229   |
| 6      | LMP1      | 17 | Pescarolo Sport                    | Harold Primat Christophe Tinseau                            | Pescarolo 01                        | M     | 229   |
| 6      | LMP1      | 17 | Pescarolo Sport                    | Harold Primat Christophe Tinseau                            | Judd GV5.5 S2 5.5L V10              | M     | 229   |
| 7      | LMP2      | 40 | Quifel ASM Team                    | Miguel Amaral Miguel Angel de Castro Angel Burgueño (en)    | Lola B05/40                         | D     | 224   |
| 7      | LMP2      | 40 | Quifel ASM Team                    | Miguel Amaral Miguel Angel de Castro Angel Burgueño (en)    | AER P07 2.0L Turbo I4               | D     | 224   |
| 8      | LMP2      | 35 | Saulnier Racing                    | Jacques Nicolet Alain Filhol Bruce Jouanny                  | Courage LC75                        | M     | 222   |
| 8      | LMP2      | 35 | Saulnier Racing                    | Jacques Nicolet Alain Filhol Bruce Jouanny                  | AER P07 2.0L Turbo I4               | M     | 222   |
| 9      | LMP2      | 21 | Team Bruichladdich Radical         | Tim Greaves Stuart Moseley Robin Liddell                    | Radical SR9                         | D     | 222   |
| 9      | LMP2      | 21 | Team Bruichladdich Radical         | Tim Greaves Stuart Moseley Robin Liddell                    | AER P07 2.0L Turbo I4               | D     | 222   |
| 10     | GT1       | 55 | Team Oreca                         | Stéphane Ortelli Soheil Ayari                               | Saleen S7-R                         | M     | 222   |
| 10     | GT1       | 55 | Team Oreca                         | Stéphane Ortelli Soheil Ayari                               | Ford 7.0L V8                        | M     | 222   |
| 11     | LMP2      | 24 | Noël del Bello Racing              | Jean-Marc Gounon Vitaly Petrov                              | Courage LC75                        | M     | 220   |
| 11     | LMP2      | 24 | Noël del Bello Racing              | Jean-Marc Gounon Vitaly Petrov                              | AER P07 2.0L Turbo I4               | M     | 220   |
| 12     | GT1       | 61 | Racing Box                         | Piergiuseppe Perazzini Marco Cioci Salvatore Tavano         | Saleen S7-R                         | M     | 219   |
| 12     | GT1       | 61 | Racing Box                         | Piergiuseppe Perazzini Marco Cioci Salvatore Tavano         | Ford 7.0L V8                        | M     | 219   |
| 13     | GT1       | 50 | Aston Martin Racing Larbre         | Christophe Bouchut Fabrizio Gollin Gabriele Gardel          | Aston Martin DBR9                   | M     | 218   |
| 13     | GT1       | 50 | Aston Martin Racing Larbre         | Christophe Bouchut Fabrizio Gollin Gabriele Gardel          | Aston Martin 6.0L V12               | M     | 218   |
| 14     | LMP1      | 19 | Chamberlain-Synergy Motorsports    | Gareth Evans Bob Berridge Peter Owen                        | Lola B06/10                         | M     | 217   |
| 14     | LMP1      | 19 | Chamberlain-Synergy Motorsports    | Gareth Evans Bob Berridge Peter Owen                        | AER P32T 3.6L Turbo V8              | M     | 217   |
| 15     | LMP2      | 44 | Kruse Motorsport                   | Tony Burgess Jean de Pourtalès (en) Norbert Siedler (en)    | Pescarolo 01                        | K     | 216   |
| 15     | LMP2      | 44 | Kruse Motorsport                   | Tony Burgess Jean de Pourtalès (en) Norbert Siedler (en)    | Judd XV675 3.4L V8                  | K     | 216   |
| 16     | LMP2      | 25 | Ray Mallock Ltd. (RML)             | Mike Newton Thomas Erdos                                    | MG-Lola EX264                       | M     | 215   |
| 16     | LMP2      | 25 | Ray Mallock Ltd. (RML)             | Mike Newton Thomas Erdos                                    | AER P07 2.0L Turbo I4               | M     | 215   |
| 17     | GT1       | 72 | Luc Alphand Aventures              | Luc Alphand Jérôme Policand Patrice Goueslard               | Chevrolet Corvette C6.R             | M     | 213   |
| 17     | GT1       | 72 | Luc Alphand Aventures              | Luc Alphand Jérôme Policand Patrice Goueslard               | Chevrolet LS7.R (en) 7.0L V8        | M     | 213   |
| 18     | GT2       | 77 | Team Felbermayr-Proton             | Marc Lieb Xavier Pompidou                                   | Porsche 997 GT3-RSR                 | P     | 211   |
| 18     | GT2       | 77 | Team Felbermayr-Proton             | Marc Lieb Xavier Pompidou                                   | Porsche 3.8L Flat-6                 | P     | 211   |
| 19     | GT2       | 96 | Virgo Motorsport                   | Robert Bell Allan Simonsen                                  | Ferrari F430GT                      | D     | 210   |
| 19     | GT2       | 96 | Virgo Motorsport                   | Robert Bell Allan Simonsen                                  | Ferrari 4.0L V8                     | D     | 210   |
| 20     | GT2       | 78 | Scuderia Villorba Corse            | Alex Caffi Denny Zardo                                      | Ferrari F430GT                      | P     | 210   |
| 20     | GT2       | 78 | Scuderia Villorba Corse            | Alex Caffi Denny Zardo                                      | Ferrari 4.0L V8                     | P     | 210   |
| 21     | GT2       | 90 | Farnbacher Racing                  | Pierre Ehret Dirk Werner Lars-Erik Nielsen                  | Porsche 997 GT3-RSR                 | P     | 210   |
| 21     | GT2       | 90 | Farnbacher Racing                  | Pierre Ehret Dirk Werner Lars-Erik Nielsen                  | Porsche 3.8L Flat-6                 | P     | 210   |
| 22     | LMP2      | 32 | Barazi-Epsilon                     | Juan Barazi Michael Vergers Karim Ojjeh                     | Zytek 07S/2                         | M     | 209   |
| 22     | LMP2      | 32 | Barazi-Epsilon                     | Juan Barazi Michael Vergers Karim Ojjeh                     | Zytek ZG348 3.4L V8                 | M     | 209   |
| 23     | GT2       | 88 | Team Felbermayr-Proton             | Christian Ried Horst Felbermayr Jr. Thomas Grüber           | Porsche 911 GT3-RSR                 | P     | 206   |
| 23     | GT2       | 88 | Team Felbermayr-Proton             | Christian Ried Horst Felbermayr Jr. Thomas Grüber           | Porsche 3.8L Flat-6                 | P     | 206   |
| 24     | GT2       | 98 | Ice Pol Racing Team                | Yves Lambert Christian Lefort Markus Palttala               | Ferrari F430GT                      | P     | 206   |
| 24     | GT2       | 98 | Ice Pol Racing Team                | Yves Lambert Christian Lefort Markus Palttala               | Ferrari 4.0L V8                     | P     | 206   |
| 25     | GT1       | 59 | Team Modena                        | Antonio García Christian Fittipaldi                         | Aston Martin DBR9                   | M     | 203   |
| 25     | GT1       | 59 | Team Modena                        | Antonio García Christian Fittipaldi                         | Aston Martin 6.0L V12               | M     | 203   |
| 26     | GT2       | 97 | G.P.C. Sport                       | Sergio Hernández Alessandro Bonetti (it) Fabrizio de Simone | Ferrari F430GT                      | P     | 201   |
| 26     | GT2       | 97 | G.P.C. Sport                       | Sergio Hernández Alessandro Bonetti (it) Fabrizio de Simone | Ferrari 4.0L V8                     | P     | 201   |
| 27 DNF | GT2       | 94 | Speedy Racing Team                 | Andrea Chiesa Jonny Kane Andrea Belicchi                    | Spyker C8 Spyder GT2-R              | D     | 199   |
| 27 DNF | GT2       | 94 | Speedy Racing Team                 | Andrea Chiesa Jonny Kane Andrea Belicchi                    | Audi 3.8L V8                        | D     | 199   |
| 28     | GT2       | 99 | JMB Racing                         | Paolo Maurizio Basso Bo McCormick                           | Ferrari F430GT                      | D     | 197   |
| 28     | GT2       | 99 | JMB Racing                         | Paolo Maurizio Basso Bo McCormick                           | Ferrari 4.0L V8                     | D     | 197   |
| 29 DNF | GT2       | 85 | Spyker Squadron                    | Jaroslav Janiš Sandor van Es                                | Spyker C8 Spyder GT2-R              | D     | 196   |
| 29 DNF | GT2       | 85 | Spyker Squadron                    | Jaroslav Janiš Sandor van Es                                | Audi 3.8L V8                        | D     | 196   |
| 30     | GT1       | 51 | Aston Martin Racing Larbre         | Gregory Franchi Steve Zacchia Gregor Fisken                 | Aston Martin DBR9                   | M     | 192   |
| 30     | GT1       | 51 | Aston Martin Racing Larbre         | Gregory Franchi Steve Zacchia Gregor Fisken                 | Aston Martin 6.0L V12               | M     | 192   |
| 31     | GT1       | 73 | Luc Alphand Aventures              | Jean-Luc Blanchemain Sébastien Dumez Didier André           | Chevrolet Corvette C5-R             | M     | 188   |
| 31     | GT1       | 73 | Luc Alphand Aventures              | Jean-Luc Blanchemain Sébastien Dumez Didier André           | Chevrolet LS7.R (en) 7.0L V8        | M     | 188   |
| 32     | GT2       | 84 | Chad Peninsula Panoz               | John Harsthorne Sean McInerney Michael McInerney            | Panoz Esperante GT-LM               | P     | 188   |
| 32     | GT2       | 84 | Chad Peninsula Panoz               | John Harsthorne Sean McInerney Michael McInerney            | Ford (Élan) 5.0L V8                 | P     | 188   |
| 33 DNF | GT2       | 76 | IMSA Performance Matmut            | Raymond Narac Richard Lietz                                 | Porsche 997 GT3-RSR                 | M     | 184   |
| 33 DNF | GT2       | 76 | IMSA Performance Matmut            | Raymond Narac Richard Lietz                                 | Porsche 3.8L Flat-6                 | M     | 184   |
| 34     | GT2       | 92 | Thierry Perrier Perspective Racing | Philippe Hesnault Anthony Beltoise Nigel Smith (pl)         | Porsche 997 GT3-RSR                 | D     | 173   |
| 34     | GT2       | 92 | Thierry Perrier Perspective Racing | Philippe Hesnault Anthony Beltoise Nigel Smith (pl)         | Porsche 3.8L Flat-6                 | D     | 173   |
| 35 DNF | LMP2      | 20 | Pierre Bruneau                     | Pierre Bruneau Marc Rostan Simon Pullan                     | Pilbeam (en) MP93                   | M     | 172   |
| 35 DNF | LMP2      | 20 | Pierre Bruneau                     | Pierre Bruneau Marc Rostan Simon Pullan                     | Judd XV675 3.4L V8                  | M     | 172   |
| 36 DNF | LMP1      | 7  | Team Peugeot Total                 | Nicolas Minassian Marc Gené                                 | Peugeot 908 HDi FAP                 | M     | 168   |
| 36 DNF | LMP1      | 7  | Team Peugeot Total                 | Nicolas Minassian Marc Gené                                 | Peugeot HDi 5.5L Turbo V12 (Diesel) | M     | 168   |
| 37 DNF | GT2       | 83 | G.P.C. Sport                       | Luca Drudi Gabrio Rosa Johnny Mowlem                        | Ferrari F430GT                      | P     | 167   |
| 37 DNF | GT2       | 83 | G.P.C. Sport                       | Luca Drudi Gabrio Rosa Johnny Mowlem                        | Ferrari 4.0L V8                     | P     | 167   |
| 38 DNF | LMP2      | 27 | Horag Racing                       | Fredy Lienhard Didier Theys Eric van de Poele               | Lola B05/40                         | M     | 166   |
| 38 DNF | LMP2      | 27 | Horag Racing                       | Fredy Lienhard Didier Theys Eric van de Poele               | Judd XV675 3.4L V8                  | M     | 166   |
| 39 DNF | GT2       | 82 | Team LNT                           | Richard Dean Tommy Milner                                   | Panoz Esperante GT-LM               | P     | 154   |
| 39 DNF | GT2       | 82 | Team LNT                           | Richard Dean Tommy Milner                                   | Ford (Élan) 5.0L V8                 | P     | 154   |
| 40 DNF | LMP1      | 10 | Arena Motorsports International    | Stefan Johansson Hayanari Shimoda                           | Zytek 07S                           | M     | 125   |
| 40 DNF | LMP1      | 10 | Arena Motorsports International    | Stefan Johansson Hayanari Shimoda                           | Zytek 2ZG408 4.0L V8                | M     | 125   |
| 41 DNF | LMP1      | 12 | Courage Compétition                | Alexander Frei Jonathan Cochet Bruno Besson                 | Courage LC70                        | M     | 124   |
| 41 DNF | LMP1      | 12 | Courage Compétition                | Alexander Frei Jonathan Cochet Bruno Besson                 | AER P32T 3.6L Turbo V8              | M     | 124   |
| 42 DNF | LMP1      | 14 | Racing for Holland                 | David Hart Jan Lammers Jeroen Bleekemolen                   | Dome S101.5                         | M     | 105   |
| 42 DNF | LMP1      | 14 | Racing for Holland                 | David Hart Jan Lammers Jeroen Bleekemolen                   | Judd GV5.5 S2 5.5L V10              | M     | 105   |
| 43 DNF | GT2       | 81 | Team LNT                           | Tom Kimber-Smith Danny Watts                                | Panoz Esperante GT-LM               | P     | 84    |
| 43 DNF | GT2       | 81 | Team LNT                           | Tom Kimber-Smith Danny Watts                                | Ford (Élan) 5.0L V8                 | P     | 84    |
| 44 DNF | LMP2      | 45 | Embassy Racing (en)                | Warren Hughes Neil Cunningham                               | Radical SR9                         | D     | 22    |
| 44 DNF | LMP2      | 45 | Embassy Racing (en)                | Warren Hughes Neil Cunningham                               | Judd XV675 3.4L V8                  | D     | 22    |
| 45 DNF | LMP2      | 31 | Binnie Motorsports                 | William Binnie Allen Timpany Chris Buncombe                 | Lola B05/42                         | M     | 22    |
| 45 DNF | LMP2      | 31 | Binnie Motorsports                 | William Binnie Allen Timpany Chris Buncombe                 | Zytek ZG348 3.4L V8                 | M     | 22    |
| 46 DNF | LMP2      | 29 | T2M Motorsport                     | Robin Langechal Koji Yamanishi                              | Dome S101.5                         | M     | 22    |
| 46 DNF | LMP2      | 29 | T2M Motorsport                     | Robin Langechal Koji Yamanishi                              | Mader 3.4L V8                       | M     | 22    |